# Cerkiew św. Michała Archanioła w Jarosławiu
Cerkiew św. Michała Archanioła – XVII-wieczna prawosławna cerkiew w Jarosławiu, w jurysdykcji dekanatu jarosławskiego centralnego eparchii jarosławskiej.

## Historia
Pierwsza cerkiew na miejscu obecnie istniejącej świątyni, według półlegendarnego przekazu została wzniesiona w 1215 z fundacji księcia Konstantego Wsiewołodowicza i funkcjonowała przez 79 lat. Według XVIII-wiecznej kroniki w 1295 na miejscu zniszczonej już starszej cerkwi została ufundowana nowa. Fundusze na ten cel przekazała Anna, druga małżonka wielkiego księcia Fiodora Rościsławowicza. Cerkiew miała służyć jako prywatne miejsce modlitwy rodziny książęcej i upamiętniać Michała, zmarłego syna księcia Fiodora z pierwszego małżeństwa. Drewniana świątynia prawosławna w tym miejscu jest wzmiankowana w 1646.
Cerkiew św. Michała Archanioła i Bezcielesnych Sił Niebiańskich została wzniesiona w latach 1657–1680 z ofiar wiernych. Jako że w sąsiedztwie świątyni rozwinęła się słoboda strzelecka, cerkiew od momentu poświęcenia związana była z wojskiem. W 1738 podczas pożaru cerkwi uległy zniszczeniu jej kopuły, w 1745 wzniesiono na ich miejscu nowe.
W 1924 cerkiew została zamknięta, a rok później przetopiono znajdujące się w niej dzwony. Początkowo w nieczynnej świątyni urządzono magazyn, następnie cerkiew przekazano utworzonemu w 1959 Jarosławskiemu Muzeum-Rezerwatowi Historii, Architektury i Sztuki. W 1992 Rosyjski Kościół Prawosławny odzyskał budynek, zaś dwa lata później w obiekcie odprawiono pierwszą od 70 lat Świętą Liturgię. Od 1995 jest siedzibą parafii garnizonowej. Nabożeństwa odbywają się jednak jedynie w bocznym ołtarzu Zwiastowania.

## Architektura
Pod względem rozplanowania przestrzennego cerkiew św. Michała Archanioła przypomina starsze świątynie św. Mikołaja Nadieina oraz św. Eliasza. Z czterech stron główną czworoboczną nawę otaczają galerie. Dzwonnica cerkiewna położona jest w północno-zachodnim narożniku budynku i zwieńczona jest wysokim dachem namiotowym. Pomieszczenie ołtarzowe budynku zamknięte jest trzema absydami. Całą cerkiew posadowiono na wysokim podklecie, w którym znajdował się kupiecki magazyn. Elewacje cerkwi zdobione są typowymi dla architektury jarosławskiej ornamentami.
Cerkiew od początku posiadała drugi ołtarz – świętych Zozyma i Sawwacjusza Sołowieckich. Po 1781 w południowej galerii urządzono kolejny ołtarz Zwiastowania.
W 1731 artel miejscowych malarzy wykonał w świątyni freski.
W cerkwi znajdowały się ikony otaczane szczególnym kultem, według tradycji przekazane jeszcze dla starszej cerkwi przez księżnę Annę: kopia Włodzimierskiej Ikony Matki Bożej i ikona patronalna. W świątyni znajdował się również srebrny krzyż z cząsteczką Krzyża Pańskiego i 32 cząsteczkami relikwii różnych świętych oraz trzy krzyże z relikwiami świętych.